# Falkwiller
Falkwiller (en alsacià Fàlkwíller) és un municipi francès, situat a la regió del Gran Est, al departament de l'Alt Rin. L'any 2006 tenia 201 habitants.

## Demografia
| 1962 | 1968 | 1975 | 1982 | 1990 | 1999 |
| ---- | ---- | ---- | ---- | ---- | ---- |
| 136  | 143  | 158  | 175  | 174  | 178  |

## Administració
| Període | Identitat   | Partit |
| ------- | ----------- | ------ |
| 2001-   | Louis Gross |        |